# Red Bull
Pour l’entreprise, voir Red Bull (entreprise).
Red Bull est une marque de boissons énergisantes autrichienne commercialisée par l’entreprise du même nom depuis 1984.
Le Krating Daeng  (กระทิงแดง : « buffle rouge » en thaï), boisson tonique thaïlandaise à base de taurine, est créé et développé dans son pays par Chaleo Yoovidhya. L'entrepreneur autrichien Dietrich Mateschitz s'associe ensuite avec Yoovidhya pour créer l'entreprise Red Bull et lancer la boisson à travers le monde.

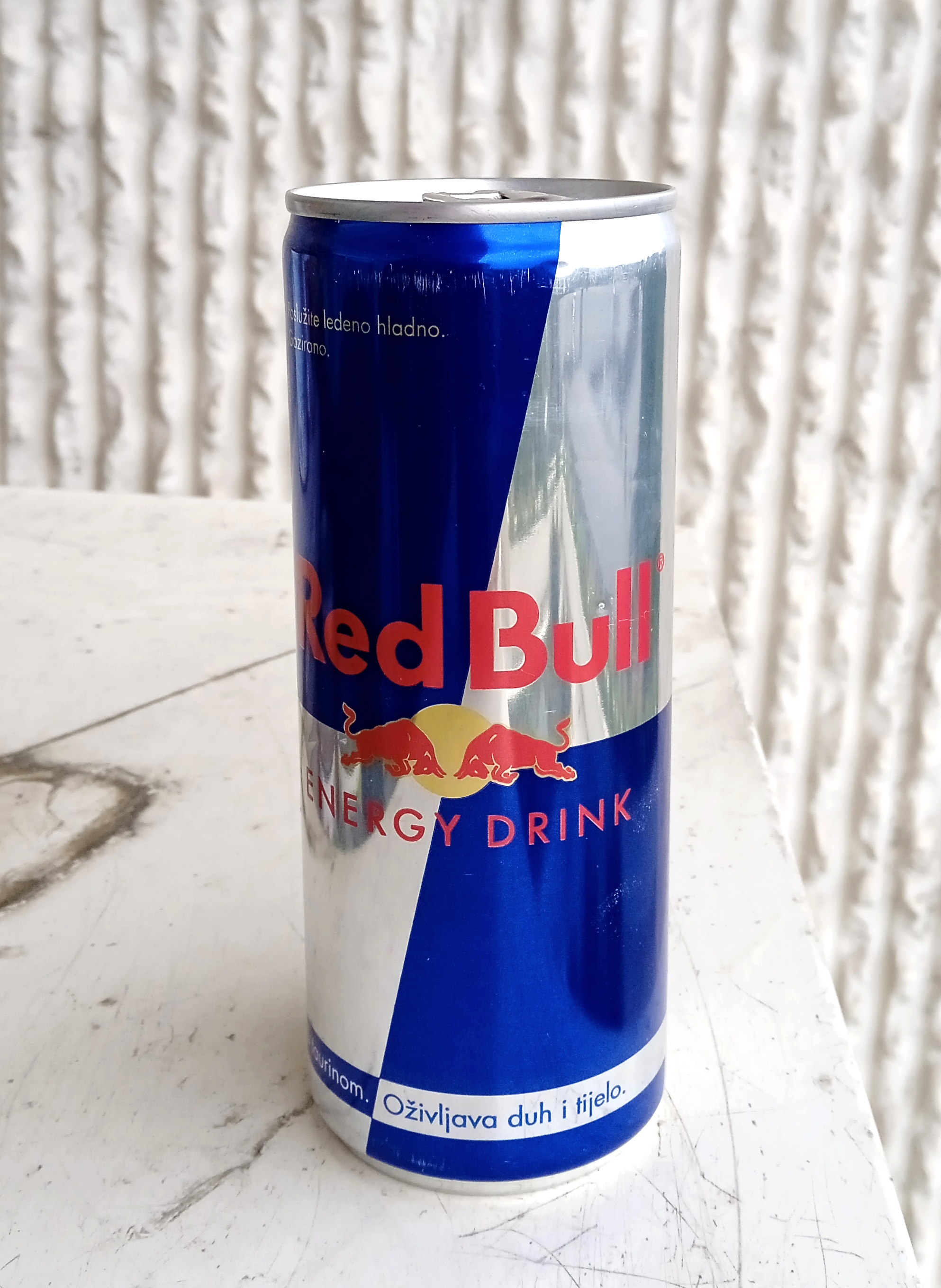
Canette de Red Bull (25 cL).

## Histoire
Lors d'un voyage en Asie en 1984, Dietrich Mateschitz, découvre le Krating Daeng, une « boisson tonique » thaïlandaise très populaire parmi les chauffeurs de poids lourds et de taxis car elle aide à rester éveillé. Le Krating Daeng, qui signifie « taureau rouge » en thaï, est inspiré par une boisson énergisante japonaise, le Lipovitan, dont l'ingrédient principal est la taurine. Produite par TC Pharmaceuticals, un groupe appartenant à Chaleo Yoovidhya, autodidacte et millionnaire thaïlandais, le Krating Daeng contient de la taurine et de la caféine. Mateschitz décide alors de commercialiser la boisson en dehors de l'Asie.
De retour en Autriche, Mateschitz cofonde la Red Bull GmbH avec Chaleo Yoovidhya. La boisson produite, le Red Bull, est une version gazeuse, moins sucrée et moins caféinée que son équivalent thaïlandais. La boisson Red Bull est commercialisée en Autriche, d'abord sous forme de canettes de 25 cl bleu et argent, mais les ventes peinent à décoller. Le vrai essor commercial a lieu en 1987 grâce à une campagne de publicité composée de dessins animés minimalistes et surtout ponctués par le slogan « Red Bull gives you wings » (« Red Bull donne des ailes »).
La boisson est commercialisée hors des frontières autrichiennes dès 1989. Elle est d'abord introduite à Singapour, puis en Hongrie en 1992 par Feldschlösschen. Elle apparaît en Allemagne en 1994, au Royaume-Uni en 1995 et en Californie en 1997.

## Composition
Selon le groupe Red Bull GmbH, la boisson Red Bull Energy Drink contient de l'eau minérale alpine gazéifiée, de la caféine, de la taurine, de la vitamine B ainsi que du saccharose et du glucose.
La composition indiquée sur la canette inclut : eau gazéifiée, saccharose, glucose, acidifiant (acide citrique), taurine (0,4 %), correcteurs d'acidité (carbonates de sodium, carbonates de magnésium), caféine (0,03 %), vitamines (niacine, acide pantothénique, B6, B12), arômes, colorants (caramel ordinaire, riboflavines)...

## Effets sur la santé
Red Bull contient parmi ses ingrédients, du sucre et une forte concentration en caféine. 

### Caféine
La caféine est généralement accusée, lorsqu'elle est consommée en grande quantité pendant une durée prolongée, d'être à l'origine d'une intoxication connue sous le nom de caféisme. La Food and Drug Administration américaine la liste parmi les « substances alimentaires à buts multiples généralement reconnues comme sans danger ». Cependant, les autorités sanitaires confirment que la consommation à faible dose de caféine n'entraîne aucun effet indésirable. De nombreuses autorités sanitaires à travers le monde se sont penchées sur les effets de caféine. Santé Canada a publié une documentation très complète sur ce thème. Sur la base de cette étude bibliographique, les scientifiques canadiens concluent que les adultes en bonne santé ne craignent pas de risques face aux effets de la caféine avec une consommation ne dépassant pas 400 mg par jour. Une canette de 250 ml de Red Bull Energy Drink contient 80 mg de caféine, l'équivalent d'un café.

### Taurine
La taurine est l'un des ingrédients retardant l’arrivée de la boisson dans certains pays, par application du principe de précaution, peu d’études existant à ce sujet. C'est un dérivé d'acide aminé (un segment de protéines) présent naturellement dans le corps humain également présente dans de nombreux aliments courants comme les crustacés, les poissons, la volaille, ou encore les préparations alimentaires pour nourrissons (le lait de croissance Nutrilon de Nutricia, par exemple). Une personne de 70 kg possède 70 g de taurine dans le corps[réf. nécessaire]. En période d’activité, le corps diminue ses réserves disponibles en petite quantité seulement, réserves qu’il faut recharger. La sécurité de la taurine a été évaluée à de nombreuses reprises par des agences de santé comme l'Autorité européenne de sécurité des aliments (EFSA) qui a conclu que la taurine ne suscitait aucun risque pour la sécurité des consommateurs. L'EFSA précise aussi que contrairement aux idées reçues, la taurine n'agit pas sur la sécurité ni les effets de la caféine.
Au Canada, Red Bull est commercialisé depuis 2005 et les produits contenant de la taurine ont été inscrits dans une nouvelle catégorie de produit, les produits de santé naturels (PSN).

### Mélange avec l'alcool
Une autre controverse est le cocktail vodka-Red Bull, mélange populaire dans les boîtes de nuit. L’interaction entre une boisson énergisante et l’alcool est pointée du doigt. Le comité sur la toxicité (Committee on Toxicity) du Royaume-Uni établit en 2012 que « les données actuelles ne permettent pas de conclure à une interaction dangereuse entre la caféine et l’alcool, d’un point de vue toxicologique ou comportemental. Aucun élément n’indique donc que les boissons énergisantes, dont le Red Bull, aient des effets particuliers, positifs ou négatifs, liés à leur consommation avec de l’alcool. »
Néanmoins, depuis 2012, les preuves sont plus robustes et convergent pour affirmer que la combinaison d'alcool et de boissons énergisantes présente des risques significatifs pour la santé. Les recommandations actuelles mettent en garde contre ce mélange, en particulier chez les jeunes adultes. Les raisons sont l'effet masquant de la caféine sur l'intoxication, ainsi que des conséquences comportementales associées comme l'augmentation de la consommation d'alcool et des effets sur la santé mentale comme l'anxiété, les palpitations et les troubles du sommeil,.

### Avis des agences sanitaires

#### En Europe
À la suite d'une demande de la Commission européenne, l’Autorité européenne de sécurité des aliments (EFSA) publie en 2009 un avis scientifique sur deux ingrédients, la taurine et la glucuronolactone, utilisés dans des boissons énergisantes. Son groupe scientifique sur les additifs alimentaires et les sources de nutriments ajoutés aux aliments (groupe ANS) concluent qu'une consommation journalière de 350 ml (1,4 canette) comporte une teneur qui ne constitue pas un problème du point de vue de la sécurité.
Sur la base de données provenant d’études chez l’Homme, le groupe a considéré qu'il était peu probable qu'il existe des interactions cumulées entre la taurine et la caféine. La consommation de ces boissons « soit en très grande quantité (par exemple, le cas d’une personne qui avait consommé 1 420 ml), soit en association avec une activité physique ou, plus fréquemment, en association avec de l’alcool » a pu causer chez quelques jeunes de forts problèmes de santé — mais il est difficile de distinguer leur effets de ceux de la consommation simultanée d'autres produits actifs dans la plupart des cas.

#### En France
En France, la commercialisation du Red Bull est retardée par l'application du principe de précaution préconisé par l'Agence française de sécurité sanitaire des aliments (AFSSA) vis-à-vis des effets inconnus de la taurine et au taux élevé de caféine.
Le 2 avril 2008, une première version est autorisée où l'arginine remplaçait la taurine et le glucuronolactone. Cette version est retirée le 15 juillet lorsque la ministre de l'Économie, Christine Lagarde, autorise la commercialisation en France de la version originale, avec la mention « À consommer avec modération : maximum deux canettes par jour. Déconseillé aux enfants et aux femmes enceintes ». L'entourage du ministre justifie que « cette boisson est autorisée dans 25 pays européens sur 27. Il n'y a pas d'élément probant qui démontre sa dangerosité », comme le précise l'AFSAA sur la base de nouvelles études. À la suite de cet accord, la société Red Bull retire sa plainte contre l'État français auprès du tribunal administratif de Paris.
L'impact des boissons énergisantes sur l'amélioration des performances sportives est indéfini, comme leur intérêt nutritionnel. Elles ne sont pas adaptées à l'hydratation lors d'une activité physique, et sont déconseillées par la Société française de nutrition du sport (SFNS) avant, pendant et après l’effort, repris par l'Institut de recherche du bien-être de la médecine et du sport santé (IRBMS) du Nord-Pas-de-Calais.
Cependant, l'EFSA a reconnu quatre fonctionnalités majeures à la caféine : contribue à l'augmentation de la performance et la capacité d'endurance et aide à améliorer la concentration et la vigilance.

## Distribution
En 2019, la boisson Red Bull était distribuée dans 171 pays.
| année | Md canettes vendues | Δ       | employés | CA, Md€ | Δ       | sponsoring, M€ | % CA | pays |
| ----- | ------------------- | ------- | -------- | ------- | ------- | -------------- | ---- | ---- |
| 2011  | 4,630               | +11,4 % | 8 294    | 4,25    | +12,4 % |                | 30 % | 164  |
| 2012  | 5,226               | +12,8 % | 8 699    | 4,93    | +15,9 % |                | 30 % | 165  |

En 2012, le groupe Red Bull GmbH avait écoulé plus de 35 milliards de canettes depuis sa création.

### Mercatique

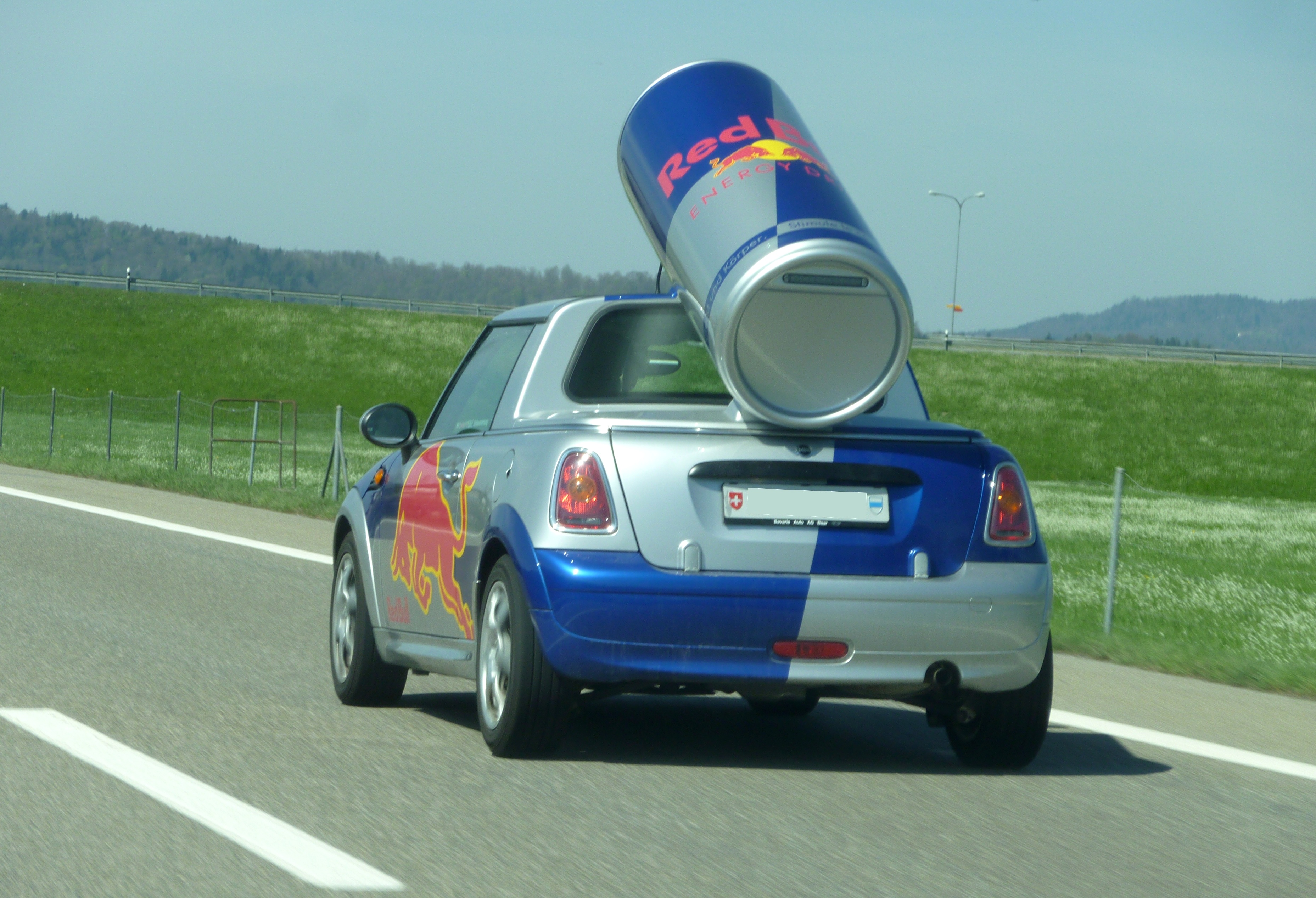
Voiture Mini peinte avec le logo et les couleurs de Red Bull.

### Concurrence

#### En France
D'après une étude Nielsen de 2013 les parts de marché (PDM) sur le secteur des boissons énergisantes se répartissaient de la manière suivante : Red Bull était la boisson énergisante la plus consommée en France, avec 49 % de PDM en volume, suivie de Monster (29,2 %) et de Burn (5,7 %), deux marques distribuées par Coca-Cola. Les marques de grands distributeurs (E.Leclerc, Carrefour, Auchan, etc.) jouaient la carte des petits prix pour grappiller quelques parts de marché et totalisaient ensemble 18,8 % des volumes vendus en grandes surfaces.